# Sina Goetz
Sina Goetz (* 31. August 1999 in Zürich) ist eine Schweizer Eiskletterin.

## Leben
Goetz wuchs als Tochter eines Bergführers auf und kam somit schon in jungen Jahren mit dem Klettersport in Kontakt. Anfangs nahm sie vor allem an Sportkletter-Wettkämpfen teil. Mit 14 Jahren begann Goetz, an Wettkämpfen im Eisklettern in der Disziplin Lead teilzunehmen. 2014 gewann sie die Jugend-Weltmeisterschaft in der Kategorie U16. Zwischen 2017 und 2020 wurde sie viermal Jugend-Weltmeisterin. 2015 startete Goetz in ihrem ersten Weltcup in der Elite. Bereits ein Jahr später erreichte sie den ersten Weltcupfinal.
Nach Abschluss des Gymnasiums im Jahr 2018 konzentrierte Goetz sich im folgenden Jahr ausschliesslich aufs Klettern und nahm an möglichst vielen Wettkämpfen teil. 2019 wurde sie am Weltcup in Saas-Fee Zweite. Im selben Jahr wurde sie Fünfte im Gesamtweltcup. 2020 erreichte sie in Saas-Fee wieder den zweiten Platz und wurde im Gesamtweltcup Dritte. Zudem gewann sie den Gesamteuropacup in der Saison 2019/2020.
2021 erreichte sie an den Europameisterschaften in Champagny-en-Vanoise den zweiten Platz. 2024 wurde sie in Edmonton Vizeweltmeisterin.
In der Saison 2024/2025 gewann sie den Gesamtweltcup mit vier Siegen und einem dritten Platz.
2018, 2019 und 2020 wurde sie Schweizermeisterin.